# رابرت ردفورد
چارلز رابرت ردفورد جونیور (به انگلیسی: Charles Robert Redford, Jr) (زاده ۱۸ اوت ۱۹۳۶) هنرپیشه، کارگردان، تهیه‌کننده و بازرگان آمریکایی برنده اسکار بهترین کارگردانی است.

## زندگی

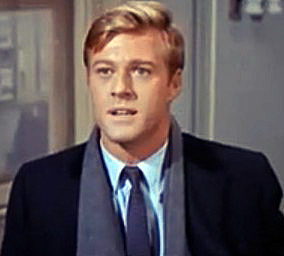
ردفورد در فیلم پابرهنه در پارک ۱۹۶۷

او در سنتا مونیکا کالیفرنیا در آمریکا به دنیا آمد و از مدرسهٔ ون‌نویز در لس آنجلس فارغ‌التحصیل شد و از آنجا با بورس بیس‌بال وارد دانشگاه کلورادو شد که در آنجا بر اثر نوشیدن بیش از حد نوشیدنی‌های الکلی بعد از مرگ مادرش در سن ۱۸ سالگی بورس خود را از دست داد. بعد از آن به نقاشی پرداخت و همچنین در کلاس‌های نمایش و طراحی آکادمی آمریکایی هنرهای نمایشی در نیویورک شرکت کرد.
ردفورد در سال ۱۹۵۸ با لولا ون‌واگنن ازدواج کرد که در سال ۱۹۸۵ با داشتن ۴ فرزند از همدیگر جدا شدند. (یکی از آن‌ها قبل از طلاقشان درگذشت) نام فرزندان ردفورد عبارت‌اند از: شاونا، امی (بازیگر) و جیمز (فیلم‌نامه‌نویس)
ردفورد اولین فیلم خود «مردم عادی» را در سال ۱۹۸۰ کارگردانی کرد که اسکار کارگردانی را برایش به ارمغان آورد. ردفورد در کنار وارن بیتی، کلینت ایستوود، مل گیبسون، ریچارد اتنبرا و کوین کاستنر از معدود دریافت‌کنندگان جایزه اسکار است که بیشتر بخاطر بازیگری مشهور هستند. او مؤسس جشنواره فیلم ساندنس است که فلسفهٔ وجودی‌اش حمایت از فیلم‌های مستقل و بازار فروش آن‌ها است.
ردفورد در طول بیش از ۶۰ سال فعالیت خود، در سال ۲۰۰۲ موفق به دریافت جوایز فیلم از جمله یک جایزه اسکار افتخاری برای یک عمر فعالیت هنری شد. در آوریل ۲۰۱۴، مجله تایم از ردفورد به عنوان یکی از ۱۰۰ نفر «تأثیرگذارترین افراد جهان» نام برد. در سال ۲۰۱۶، او موفق به دریافت مدال آزادی از رئیس‌جمهور آمریکا شد.
ردفورد بازیگری را از اواخر دهه ۱۹۵۰ در تلویزیون آغاز کرد، از جمله حضور در منطقه گرگ و میش: فیلم در سال ۱۹۶۲. او نامزد دریافت جایزه امی را به عنوان بهترین بازیگر نقش مکمل برای اجرای بازی در فیلم «صدای چارلی پونت» (۱۹۶۲) گردید. بزرگ‌ترین موفقیت وی در برادوی به عنوان همسر الیزابت اشلی در پابرهنه در پارک ساخته نیل سایمون (۱۹۶۳) بود. ردفورد اولین فیلم خود بنام شکار جنگ را در سال ۱۹۶۲ ساخت. نقش او در فیلم درون دیزی کلاور (۱۹۶۵) برای او جایزه گلدن گلوب بهترین ستاره نوظهور را به دست آورد. او در کنار پاول نیومن در فیلم بوچ کسیدی و ساندنس کید (۱۹۶۹) به ایفای نقش پرداخت که موفقیت بزرگی بود و او را به یک ستاره تبدیل کرد. او با فیلم جرمایا جانسون (۱۹۷۲) به موفقیت بزرگی در گیشه دست پیدا کرد. بازی در فیلم ماندگار نیش و همکاری مجددش با پل نیومن نامزدی دریافت جایزه اسکار را برایش به ارمغان آورد. همزمان در همان سال، او در نقش مقابل باربارا استرایسند در فیلم آنطور که بودیم (The Way We Were) خوش درخشید. در سال ۱۹۷۶ بازی در فیلم برجسته، محبوب و تحسین شده همه مردان رئیس‌جمهور، فیلمی در ژانر سیاسی با موضوع رسوایی واترگیت، در کنار داستین هافمن و جک واردن حلقه موفقیت‌های ردفورد را تکمیل کرد.
در دهه ۱۹۸۰، ردفورد فعالیت خود را به عنوان کارگردان با فیلم مردم معمولی آغاز کرد که نقدهای مثبتی از منتقدین گرفت و جزو فیلم‌های منتخب دهه بود و برای ردفورد چهار جایزه اسکار از جمله جایزه اسکار بهترین فیلم و جایزه اسکار بهترین کارگردانی به ارمغان آورد. وی با ایفای نقش در بروبیکر (۱۹۸۰) و خارج از آفریقا (۱۹۸۵) به بازیگری ادامه داد که یک موفقیت بزرگ در باکس آفیس بود و هفت جایزه اسکار منجمله جایزه اسکار بهترین فیلم را کسب کرد. وی در سال ۱۹۹۲ سومین فیلم خود را با عنوان رودخانه‌ای از میان آن می‌گذرد(A River Runs Through It) کارگردانی کرد فیلمی با بازی برد پیت که موفق به دریافت جایزه اسکار بهترین فیلم‌برداری و نامزد جایزه اسکار در دو بخش بهترین موسیقی و بهترین موسیقی متن و بهترین فیلم‌نامه اقتباسی گردید.
ردفورد در سال ۱۹۹۵ برای فیلم مسابقه تلویزیونی نامزد دریافت جایزه اسکار بهترین کارگردانی و بهترین شد. او در سال ۲۰۰۲ موفق به دریافت جایزه اسکار افتخاری برای یک عمر دستاورد هنری شد. در سال ۲۰۱۰، او نشان شوالیه لژیون دونور فرانسه را دریافت نمود. وی برنده جوایز گلدن گلوب، جایزه انجمن کارگردانان آمریکا، بفتا و جایزه انجمن بازیگران فیلم است.

## فیلم‌شناسی

### به‌عنوان بازیگر
فیلم‌های معروف او عبارت‌اند از:
- این ملک محکوم است - (۱۹۶۶)
- تعقیب - (۱۹۶۶)
- پابرهنه در پارک - (۱۹۶۷)
- بوچ کسیدی و ساندنس کید - (۱۹۶۹)
- قهرمان اسکی (۱۹۶۹)
- به آنان بگویید ویلی بوی این جاست (۱۹۶۹)
- فاوزهای کوچک و هالی بزرگ ۱۹۷۰
- جرمایا جانسون (۱۹۷۲)
- الماس داغ (۱۹۷۲)
- نامزد The Candidate۱۹۷۲
- روزهای خوب زندگی ۱۹۷۳
- نیش - (۱۹۷۳)
- گتسبی بزرگ - (۱۹۷۴)
- سه روز کرکس - (۱۹۷۵)
- والدو پپر بزرگ-(۱۹۷۵)
- همه مردان رئیس‌جمهور - (۱۹۷۶)
- پلی در دوردست - (۱۹۷۷)
- اسب سوار برقی  The Electric Horseman۱۹۷۹
- بروبیکر - (۱۹۸۰)
- استعداد ذاتی ۱۹۸۴
- خارج از آفریقا - (۱۹۸۵)
- عقاب‌های قانونی ۱۹۸۶
- هاوانا - (۱۹۹۰)
- رودخانه‌ای از میان آن می‌گذرد - (۱۹۹۲)
- شیادان - (۱۹۹۲)
- پیشنهاد بی‌شرمانه - (۱۹۹۳)
- خصوصی و شخصی- (۱۹۹۶)
- نجواگر اسب - (۱۹۹۸)
- جاسوس‌بازی - (۲۰۰۱)
- آخرین قلعه - (۲۰۰۱)
- پاکسازی-(۲۰۰۴)
- یک زندگی ناتمام - (۲۰۰۵)
- همه‌چیز از دست رفته‌است (۲۰۱۳)
- کاپیتان آمریکا: سرباز زمستان (۲۰۱۴)
- پیاده‌روی در جنگل ۲۰۱۵
- حقیقت ۲۰۱۵
- اژدهای پیت ۲۰۱۶
- روح‌های ما در شب ۲۰۱۷ Our Souls at Night
- کشف ۲۰۱۷
- پیرمرد و تفنگ (۲۰۱۸)
- دکمه‌ها (۲۰۱۸)
- انتقام جویان: پایان بازی (۲۰۱۹)

### به‌عنوان کارگردان
- مردم معمولی - (۱۹۸۰)
- جنگ میلاگرو بنفیلد (۱۹۸۸)
- رودخانه‌ای از میان آن می‌گذرد (۱۹۹۲)
- مسابقه تلویزیونی (۱۹۹۴)
- نجواگر اسب (۱۹۹۸)
- افسانه بگر ونس - (۲۰۰۰)
- شیرها برای بره‌ها (۲۰۰۷)
- توطئه‌گر (۲۰۱۰)
- شراکتی که نگاه می‌داری (۲۰۱۲)

## جوایز

### جوایز اسکار
| سال  | کاندیدا          | بخش                 | نتیجه    |
| ---- | ---------------- | ------------------- | -------- |
| ۱۹۷۳ | نیش              | بهترین بازیگر       | نامزدشده |
| ۱۹۸۰ | مردم معمولی      | بهترین کارگردانی    | برنده    |
| ۱۹۹۴ | مسابقه تلویزیونی | بهترین فیلم         | نامزدشده |
| ۱۹۹۴ | مسابقه تلویزیونی | بهترین کارگردانی    | نامزدشده |
| ۲۰۰۲ | —                | یک عمر دستاورد هنری | برنده    |

### جوایز بفتا
| سال  | کاندیدا                                                            | بخش                             | نتیجه    |
| ---- | ------------------------------------------------------------------ | ------------------------------- | -------- |
| ۱۹۶۹ | بوچ کسیدی و ساندنس کید / بهشون بگید ویلی بوی اینجاست / قهرمان اسکی | بهترین هنرپیش نقش اول           | برنده    |
| ۱۹۹۴ | مسابقه تلویزیونی                                                   | بهترین فیلم (به عنوان کارگردان) | نامزدشده |

### جایزه انجمن کارگردانان آمریکا
| سال  | کاندیدا          | بخش                            | نتیجه    |
| ---- | ---------------- | ------------------------------ | -------- |
| ۱۹۸۰ | مردم معمولی      | کارگردانی برجسته - فیلم برجسته | برنده    |
| ۱۹۹۴ | مسابقه تلویزیونی | کارگردانی برجسته - فیلم برجسته | نامزدشده |

### جایزه گلدن گلوب
| سال  | کاندیدا                     | بخش                                                    | نتیجه    |
| ---- | --------------------------- | ------------------------------------------------------ | -------- |
| ۱۹۶۵ | درون دیزی کلاور             | جایزه گلدن گلوب برای ستاره جدید سال - بازیگر           | برنده    |
| ۱۹۸۰ | مردم معمولی                 | جایزه گلدن گلوب بهترین کارگردانی                       | برنده    |
| ۱۹۹۲ | رودخانه‌ای از میان آن می‌گذرد | جایزه گلدن گلوب بهترین کارگردانی                       | نامزدشده |
| ۱۹۹۴ | مسابقه تلویزیونی            | جایزه گلدن گلوب بهترین کارگردانی                       | نامزدشده |
| ۱۹۹۴ | —                           | جایزه گلدن گلوب سیسیل بی دمیل                          | برنده    |
| ۱۹۹۸ | نجواگر اسب                  | جایزه گلدن گلوب بهترین کارگردانی                       | نامزدشده |
| ۲۰۱۳ | همه‌چیز از دست رفته‌است       | جایزه گلدن گلوب بهترین بازیگر مرد فیلم درام            | نامزدشده |
| ۲۰۱۸ | پیرمرد و تفنگ               | جایزه گلدن گلوب بهترین بازیگر مرد فیلم موزیکال یا کمدی | نامزدشده |

### جایزه تمشک طلایی
| سال  | کاندیدا          | بخش               | نتیجه    |
| ---- | ---------------- | ----------------- | -------- |
| ۱۹۹۳ | پیشنهاد بی‌شرمانه | بدترین بازیگر مرد | نامزدشده |

### جایزه انجمن بازیگران فیلم
| سال  | کاندیدا | بخش                                           | نتیجه |
| ---- | ------- | --------------------------------------------- | ----- |
| ۱۹۹۵ | —       | جایزه یک عمر دستاورد هنری انجمن بازیگران فیلم | برنده |

### جوایز منتقدان فیلم
| سال  | فیلم نامزد شده        | جایزه                                                                              | نتیجه    |
| ---- | --------------------- | ---------------------------------------------------------------------------------- | -------- |
| ۲۰۱۳ | همه‌چیز از دست رفته‌است | جایزه حلقه منتقدان فیلم نیویورک برای بهترین بازیگر نقش اول مرد                     | برنده    |
| ۲۰۱۳ | همه‌چیز از دست رفته‌است | جایزه انجمن منتقدین فیلم شیکاگو برای بهترین بازیگر نقش اول مرد                     | نامزدشده |
| ۲۰۱۳ | همه‌چیز از دست رفته‌است | جایزه انجمن منتقدین فیلم دیترویت برای بهترین بازیگر نقش اول مرد                    | نامزدشده |
| ۲۰۱۳ | همه‌چیز از دست رفته‌است | جایزه سینمایی انتخاب منتقدان برای بهترین بازیگر مرد                                | نامزدشده |
| ۲۰۱۳ | همه‌چیز از دست رفته‌است | جایزه انجمن ملی منتقدین فیلم بهترین بازیگر نقش اول مرد                             | نامزدشده |
| ۲۰۱۳ | همه‌چیز از دست رفته‌است | جایزه انجمن منتقدین فیلم فونیکس برای بهترین بازیگر نقش اول مرد                     | نامزدشده |
| ۲۰۱۳ | همه‌چیز از دست رفته‌است | جایزه داوران منتقدان فیلم سینمایی خلیج سانفرانسیسکو برای بهترین بازیگر نقش اول مرد | نامزدشده |
| ۲۰۱۳ | همه‌چیز از دست رفته‌است | جایزه انجمن منتقدان فیلم واشینگتن دی سی برای بهترین بازیگر نقش اول مرد             | نامزدشده |

### سایر جوایز
| سال  | کاندیدا               | جایزه                                               | نتیجه    |
| ---- | --------------------- | --------------------------------------------------- | -------- |
| ۲۰۱۳ | همه‌چیز از دست رفته‌است | جایزه ایندیپندنت اسپریت برای نقش اول مرد            | نامزدشده |
| ۲۰۱۳ | همه‌چیز از دست رفته‌است | جایزه ستلایت بهترین بازیگر نقش اول مرد - موشن پیکچر | نامزدشده |
| ۲۰۱۹ | یک عمر فعالیت هنری    | جایزه اعتلای هنر جشنواره بین‌المللی فیلم مورلیا      | برنده    |